# Terminator T-800
El Cyberdyne Systems T-800 modelo 101 es un androide programado para matar que aparece en el universo ficticio de la franquicia Terminator (en la que se autodenomina como "organismo cibernético"). Es encarnado por Arnold Schwarzenegger (y por Franco Columbu en cameo). El endoesqueleto del Exterminador está formado por una aleación de titanio-tungsteno, revestido por tejidos humanos. Se le refiere comúnmente como el Terminator, el Exterminador o el T-800.

## Descripción e historia
El Terminator T-800 es una de las armas desarrolladas por la inteligencia artificial Skynet para ser empleada contra la resistencia humana.
Muchos modelos fueron creados, los conocidos durante los filmes fueron, el T-600, T-1000, T-X, T-3000 y Rev-9. En la serie 800, se pensó que una máquina diseñada con las especificaciones de un esqueleto humano, subsecuentemente envuelta en piel viva cultivada y tejido, sería capaz de infiltrar estructuras militares disfrazado como humano, y —subsecuentemente— exterminar a toda la vida humana dentro de las instalaciones. Todo aspecto de este androide está pensado con vistas a la infiltración sin detección. No solo parece humano, sino que también suda, huele, sangra, y puede imitar voces humanas. Sin embargo, los perros pueden advertir la presencia de la máquina y son empleados a menudo en los puestos de custodia para detectarlos. Otra de las razones por las que este modelo posee piel viva cultivada es para poder soportar un viaje a través del tiempo, ya que en Terminator Genesis se descubre que la máquina con la que se hace a alguien viajar por el tiempo desintegra todo lo que no esté envuelto en tejido vivo al momento de intentar efectuar el viaje, incluyendo a los propios Terminators por ser máquinas construidas casi enteramente con componentes metálicos. Según revela el T-800 visto en Terminator Genesis cuando su piel es corroída por ácido, la piel viva que recubre su endoesqueleto puede regenerarse en caso de ser dañada; no obstante ello, esto presenta el inconveniente de que se trata de un proceso que tarda años en completarse. Por otro lado, si la vida útil del T-800 dura lo suficiente, la piel viva que cubre su esqueleto metálico envejece del mismo modo que lo haría la piel de un humano normal, de modo que con los años el T-800 se irá viendo cada vez más viejo por fuera (aunque su funcionamiento interno se deteriorará a un ritmo mucho más lento).
Para ayudar en su rol de asesino, su endoesqueleto fue construido en hiperaleación para formar un chasis de combate, y por lo tanto esto lo hace esencialmente inmune a armas de fuego de medio y bajo calibre. Su fuente de poder es una batería de hidrógeno cuya vida útil es aproximadamente de 120 años, más una segunda batería de similares características que se activa en caso de que la primaria se agote o dañe, lo que les da una existencia promedio de 240 años si no se averían; si dichas baterías sufren una fuga se vuelven inestables, generando una fisión nuclear que produce una pequeña pero poderosa explosión nuclear. En los libros base de la franquicia Terminator, se informa que la aleación utilizada para la construcción fue acero al titanio-tungsteno.
Los androides de infantería, vistos en las secuencias de la guerra del futuro en Terminator 2: el juicio final y Terminator 3: La rebelión de las máquinas son endoesqueletos de la serie 800, pero carecen de tejido vivo.
Los Terminators tienen capacidad de aprender, aunque esta función fue desactivada por Skynet para impedir que se hicieran demasiado humanos y esto limitara su eficiencia. En la versión extendida de la película Terminator 2, Sarah y John Connor reactivan esta habilidad, lo que hace que el cyborg acumule rápidamente conocimiento sobre la interacción con humanos, y hable más fluidamente. Una línea al final de la película indica que las unidades en aprendizaje pueden logran entender emociones ("Ahora entiendo por qué llorais, pero es algo que yo nunca podré hacer").
Un T-800, representado por Arnold Schwarzenegger, es el antagonista en la película original Terminator junto con su contraparte de la guerra del futuro (representado en un flashback de Kyle Reese por Franco Columbu) y, al ser reprogramado por la resistencia en el futuro, sería el protagonista de los filmes Terminator 2: el juicio final y Terminator 3: La rebelión de las máquinas (aunque el último se trataría de la versión T-850. En los doblajes en español (para las versiones de Latinoamérica), sus voces fueron Héctor Reynoso (T1), Humberto Vélez (T2) y Blas García (T3). En España, su voz fue dada por Constantino Romero y 
Juan Carlos Gustems.
El primer Terminator fue enviado para exterminar a un único objetivo, Sarah Connor, en 1984, para impedir el nacimiento de su hijo John, futuro líder de la resistencia humana. El cyborg fue aplastado por una prensa hidráulica por Sarah al final de una extensa persecución, que lo dejó con su tejido vivo incinerado y sus piernas esqueléticas despedazadas. Sin embargo, un brazo y su CPU principal dañada no fueron destruidos, y serían recuperados por Cyberdyne Systems. Estas reliquias fueron empleadas para lograr avances dramáticos a nivel tecnológico y de investigación en la firma, lo que llevó a que se convirtiera en uno de los principales contratistas en defensa e irónicamente llevaría al desarrollo de Skynet. En la segunda película, tanto los nuevos Terminators como los componentes sobrevivientes del ejemplar de 1984 fueron destruidos en una fundidora de metal.
Entre los distintos modelos de Terminators que fueron apareciendo en las películas, estaban el T-600, nombrado en la primera película, que tenía piel de goma y era de fácil reconocimiento; el T-800, que era el personaje principal, poseía tejido vivo y era más difícil de detectar que el anterior; el T-1000, un prototipo avanzado, formado por tecnología nanométrica en metal líquido, con capacidad de tomar la apariencia y voz de personas con las que ha tenido algún contacto físico y así infiltrarse en todo tipo de lugares. Este último contaba con la propiedad de formar armas blancas y objetos cortantes de metal con sus manos, lo que le permitía ser un asesino silencioso mucho más eficaz, sin usar armas de fuego o la fuerza bruta, para matar humanos. El defecto que lo hacía vencible estribaba en que era en realidad una masa de metal líquido sin ninguna base firme, moldeable a la forma de cualquier humano, y si bien esto le reportaba varias ventajas en combate y asesinato (facilidad para colarse por espacios reducidos, rápido restablecimiento al impacto físico de golpes y ataques con objetos sólidos y armas, facilidad para formar armas con las que matar), también implicaba que nada mantenía fija su forma física de persona, pudiendo esta ser modificada de cualquier manera (siendo separada, derretida, congelada, etc.); pero, a fin de cuentas, los modos de destruirlo definitivamente eran fundirlo o bañarlo con ácido.
Luego apareció el T-X, un prototipo altamente avanzado, creado para destruir o controlar otros terminators de modelos anteriores, contando con una apariencia de mujer para no demostrar el menor signo de su capacidad de matar e infiltrarse en todo tipo de lugares. Cuenta con un endoesqueleto con una aleación muy dura, armas y herramientas montadas en sus brazos como discos de amolar, lanzallamas y su arma principal un cañón de plasma. Su endoesqueleto está cubierto por metal líquido, y podía tomar apariencia física de personas al igual que el T-1000. Es decir, tenía las características de los modelos 800 y 1000, solo que mejoradas y más avanzadas.
Una escena eliminada de T3 revela que el Modelo 101 fue diseñado en base al modelo físico de un Sargento Principal de la Fuerza Aérea de los Estados Unidos llamado William Candy (representado por Schwarzenegger). Sin embargo, esta escena de humor es poco característica para los filmes Terminator (incluso considerando el mayor empleo de la comedia en ambas secuelas). También indica explícitamente que los Terminators fueron desarrollados por seres humanos antes del Juicio Final, en vez de ser creaciones de Skynet como se indicaba anteriormente. No sólo esto carecería de sentido, sino que contradice información provista por ambos filmes anteriores, como la existencia de un modelo T-600 anterior, que existía en la línea temporal de Kyle Reese antes del desarrollo del T-800 (ver abajo). Sin embargo, el hecho de que la escena fuera eliminada para el corte final del film sugiere que el contenido fue considerado una burda violación al canon Terminator, muy humorístico, o ambos. Hay que recordar que El día del Juicio se retrasó, lo cual pudo generar una modificación en el tiempo y desarrollo de la última entrega (T3). Por ser una escena eliminada, este origen del Terminator no debe ser considerado el real. De todas maneras en Terminator: Génesis se revela que en una línea temporal distinta John Connor (en su versión infectada) viajó al pasado y participó activamente como investigador y desarrollador de nuevas tecnologías para la Cyberdyne Systems en la cual buscaba adelantar el desarrollo de los Terminators ya que para 2017 ya contaba con la capacidad de dar forma al metal líquido, evidentemente para esa época aun faltaban muchos avances para convertirlos en terminators pero como podemos escucharlo en una batalla con el modelo T-850 "Nunca tuviste la oportunidad de ganarme en una línea de tiempo en la que jamás seras construido" lo cual deja en evidencia que por lo menos los modelos anteriores al T-1000 jamás serían construidos debido a que en el caso de que el proyecto Génesis hubiese podido ser lanzado Skynet tendría ya en su posesión tecnología mucho más avanzada que en la línea de tiempo original.
Otro origen totalmente diferente de las plantillas vocales y físicas del Modelo 101 lo da la novela T2: Infiltrator (publicada antes de T3), en la cual un exagente antiterrorista, llamado Dieter Rossbach, opera con Sarah y John Connor contra el Infiltrador, un Terminator avanzado diseñado para infiltrar eficientemente bases humanas. Sin embargo, este origen tampoco debe considerarse debido a sus contradicciones con T3 y su estatus canónico inferior de novela derivada.

## Denominación

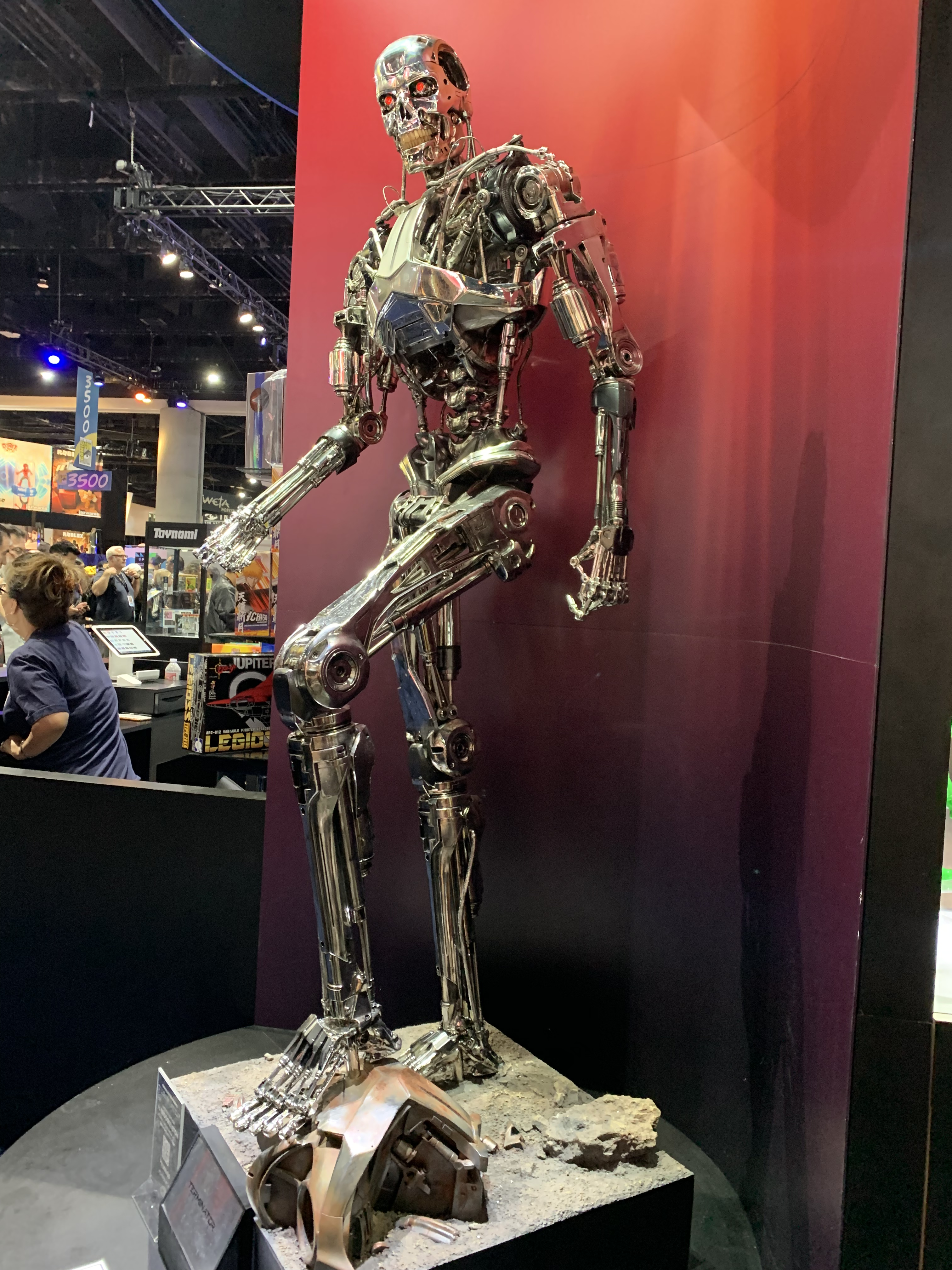
Endoesqueleto de un T-800

Los créditos en las 3 películas de Terminator nombran al personaje de Schwarzenegger como "The Terminator". Al personaje se lo ha referido ampliamente como "T-800", incluso cuando el nombre nunca se utilizó en pantalla (aunque se ha presentado en novelas, y el guion de Terminator 2: el juicio final describe un "endoesqueleto de la Serie 800"). En T3, el Terminator representado por Schwarzenegger es otra versión de la serie 800, llamada T-850 como se indica en las publicidades. En la serie Terminator: The Sarah Connor Chronicles también aparece otra versión mejorada de la serie 800 llamada T-888 la cual es interpretada por Garret Dillahunt. 
En Terminator 2: el juicio final, cuando John Connor le pregunta al exterminador sobre su origen, él responde: "Cyberdyne Systems, modelo 101".
El afiche oficial de la primera película muestra al Terminator y en el cristal derecho de sus gafas se lee la inscripción CSM-101, mientras que en la segunda película, en la escena eliminada donde John y Sarah activan la función de aprendizaje del Exterminador, mientras se reinicia, en una parte de su HUD se lee la designación CSM-101 T-800 Version 2.4. CSM significa Cyberdyne Systems Modelo-101, el modelo, con la apariencia de Schwarzenegger (lo que explica por qué en T3, el Terminator responde: "Era un T-101 diferente" cuando se le pregunta sobre los eventos de la película anterior); y el T-800 es el número de serie del endoesqueleto metálico.